# Banatska Topola
Banatska Topola (en serbe cyrillique : Банатска Топола ; en hongrois : Töröktopolya ; en allemand : Banat Topola) est un village de Serbie situé dans la province autonome de Voïvodine. Il fait partie de la municipalité de Kikinda dans le district du Banat septentrional. Au recensement de 2011, il comptait 838 habitants.

## Histoire
Le village actuel a été fondé il y a deux cents ans. Cependant, de nombreuses découvertes archéologiques attestent d'une présence humaine à la fin de l'Âge du bronze, vers 1 200 avant Jésus Christ ; ces découvertes sont conservées au musée national de Kikinda. D'autres découvertes attestent plus tard de la présence des Sarmates dans la région. 
Pendant le Moyen Âge, il y eut plusieurs localités de cette région. Mais jusqu'à la fin du XVIIIe siècle, le secteur était essentiellement marécageux. En 1783, la terre fut achetée par le comte Bogdan Karácsony qui venait de Novo Miloševo. Les marais furent asséchés et le comte fit venir des familles germaniques et hongroises. Une église catholique romaine fut construite en 1899. 
Des familles serbes, venant de Bosnie-Herzégovine, s'installèrent dans le village en 1946. 

## Démographie

### Évolution historique de la population
| 1948  | 1953 | 1961  | 1971  | 1981  | 1991  | 2002  | 2011 |
| ----- | ---- | ----- | ----- | ----- | ----- | ----- | ---- |
| 1 177 | 965  | 1 033 | 1 733 | 1 382 | 1 176 | 1 066 | 838  |

|  |